# Szamoa közigazgatása
Szamoa 11 közigazgatási körzetre, itūmālō-ra oszlik. A mai adminisztratív határokat a hajdani törzsi területek alapján húzták meg, így jelentős különbségek vannak az egyes körzetek között mind lakosság, mind terület tekintetében. Minden egyes körzet magasfokú autonómiával rendelkezik, területükön saját hagyományos szokásjogaik érvényesek, szimbolikus vezetőjük pedig a helyi feudális főúr, akinek címe öröklődik. A kerületek saját székhellyel rendelkeznek, itt ül össze a tanács, ami az adminisztratív terület belső ügyeiről dönt. A parlamenti választásokon a lakosság a kijelölt 41 választókörzetben teheti le voksát. Az ország négy adminisztratív régióra oszlik, de ezek szerepköre a körzetekhez képest sokkal korlátozottabb. A szamoai közigazgatás legalacsonyabb szintje a községi hatóságok.

## A közigazgatási körzetek (itūmālō)[2]
| Nr.                                                                   | Körzet          | Székhely    | Terület (km²) | Népesség (2016-os népszmámlálás) |
| --------------------------------------------------------------------- | --------------- | ----------- | ------------- | -------------------------------- |
| Upolu (a kisebb szigeteket is beleértve)                              |                 |             |               |                                  |
| 1                                                                     | Tuamasaga       | Afega       | 479           | 95,907                           |
| 2                                                                     | A'ana           | Leulumoega  | 193           | 23,265                           |
| 3                                                                     | Aiga-i-le-Tai1) | Mulifanua   | 27            | 5,029                            |
| 4                                                                     | Atua2)          | Lufilufi    | 413           | 22,769                           |
| 5                                                                     | Va'a-o-Fonoti   | Samamea     | 38            | 1,621                            |
| Savai'i                                                               |                 |             |               |                                  |
| 6                                                                     | Fa'asaleleaga   | Safotulafai | 266           | 13,566                           |
| 7                                                                     | Gaga'emauga3)   | Saleaula    | 223           | 7,840                            |
| 8                                                                     | Gaga'ifomauga   | Aopo        | 365           | 4,878                            |
| 9                                                                     | Vaisigano       | Asau        | 178           | 6,543                            |
| 10                                                                    | Satupa'itea     | Satupa'itea | 127           | 5,261                            |
| 11                                                                    | Palauli         | Vailoa      | 523           | 9,300                            |
|                                                                       | Szamoa          | Apia        | 2,831         | 195,979                          |
| 1) beleértve a Manono-szigetet és az Apolimát, valamint Nu'ulopát is. |                 |             |               |                                  |
| 2) beleértve az Aleipata-szigeteket és a Nu'usafe'e-szigetet is.      |                 |             |               |                                  |
| 3) Salamumu és Le'auva'a exklávék Upolun.                             |                 |             |               |                                  |

## Választókerületek

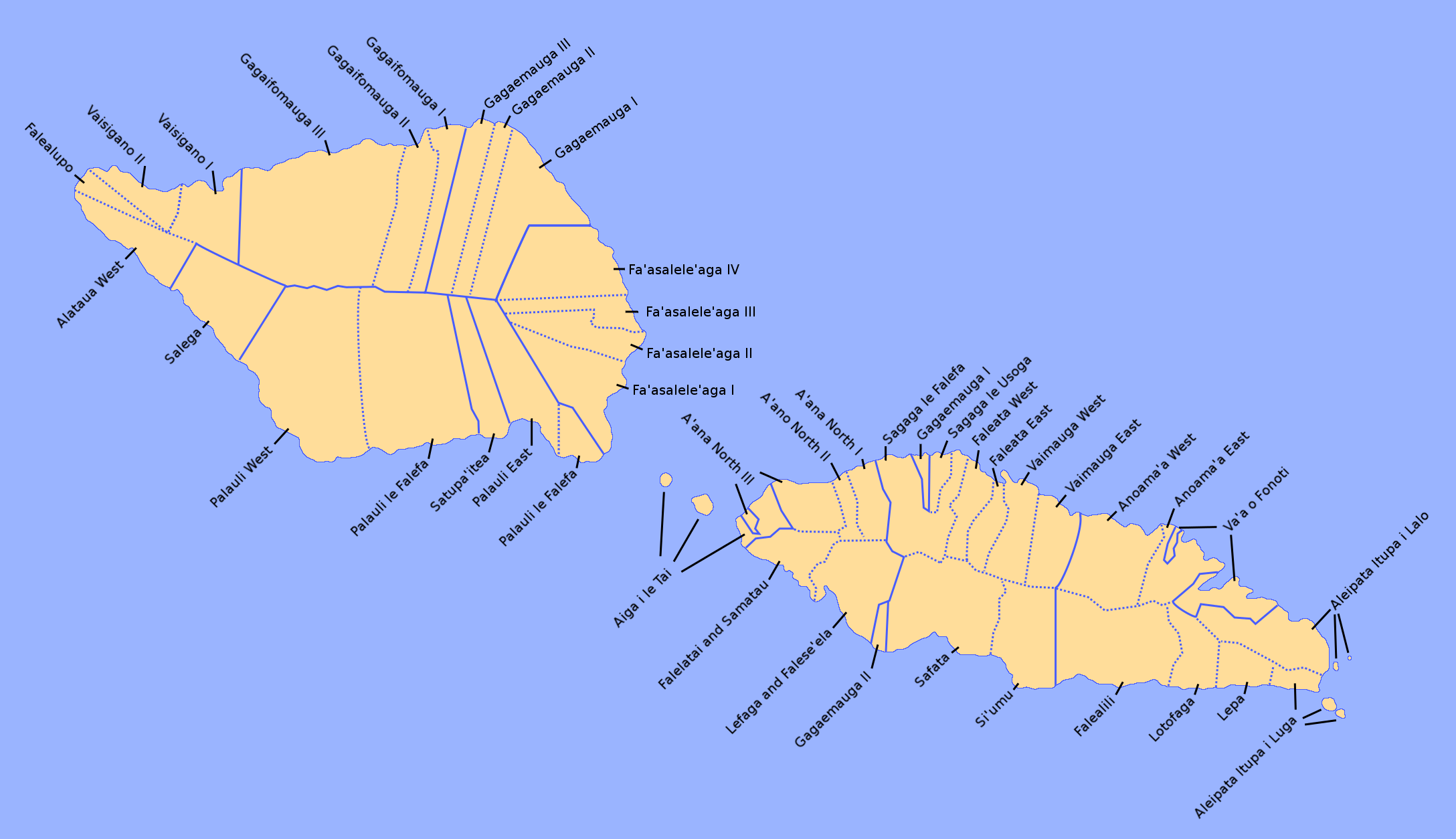
Szamoa választókerületei

Az ország parlamentjébe, a Fono-ba az alábbi 41 választókerületből választják a képviselőket: 

| Szám | Választókerület        | Itūmālō        |
| ---- | ---------------------- | -------------- |
| 1    | Kelet-Vaimauga         | Tuamasaga      |
| 2    | Nyugat-Vaimauga        | Tuamasaga      |
| 3    | Kelet-Faleata          | Tuamasaga      |
| 4    | Nyugat-Faleata         | Tuamasaga      |
| 5    | Sagaga-le-Falefa       | Tuamasaga      |
| 6    | Sagaga-le-Usoga        | Tuamasaga      |
| 7    | Észak-A'ana 1. számú   | A'ana          |
| 8    | Észak-A'ana 2.számú    | A'ana          |
| 9    | Észak-A'ana 3.számú    | A'ana          |
| 10   | Aiga-i-le-Tai          | Aiga-i-le-Tai  |
| 11   | Falelatai és Samatau   | A'ana          |
| 12   | Lefaga és Faleseela    | A'ana          |
| 13   | Safata                 | Tuamasaga      |
| 14   | Si'umu                 | Tuamasaga      |
| 15   | Falealili              | Atua           |
| 16   | Lotofaga               | Atua           |
| 17   | Lepa                   | Atua           |
| 18   | Aleipata Itupa-i-lalo  | Atua           |
| 19   | Aleipata Itupa-i-luga  | Atua           |
| 20   | Va'a-o-Fonoti          | Va'a-o-Fonoti  |
| 21   | Kelet-Anoama'a         | Atua           |
| 22   | Nyugat-Anoama'a        | Atua           |
| 23   | Fa'asalele'aga 1.számú | Fa'asalele'aga |
| 24   | Fa'asalele'aga 2.számú | Fa'asalele'aga |
| 25   | Fa'asalele'aga 3.számú | Fa'asalele'aga |
| 26   | Fa'asalele'aga 4.számú | Fa'asalele'aga |
| 27   | Gagaemauga 1.számú     | Gagaemauga     |
| 28   | Gagaemauga 2.számú     | Gagaemauga     |
| 29   | Gagaemauga 3.számú     | Gagaemauga     |
| 30   | Gagaifomauga 1.számú   | Gagaifomauga   |
| 31   | Gagaifomauga 2.számú   | Gagaifomauga   |
| 32   | Gagaifomauga 3.számú   | Gagaifomauga   |
| 33   | Vaisigano 1.számú      | Vaisigano      |
| 34   | Vaisigano 2.számú      | Vaisigano      |
| 35   | Falealupo              | Vaisigano      |
| 36   | Nyugat-Alataua         | Vaisigano      |
| 37   | Salega                 | Satupa'itea    |
| 38   | Nyugat-Palauli         | Palauli        |
| 39   | Satupa'itea            | Satupa'itea    |
| 40   | Palauli                | Palauli        |
| 41   | Palauli-le-Falefa      | Palauli        |

## Régiók

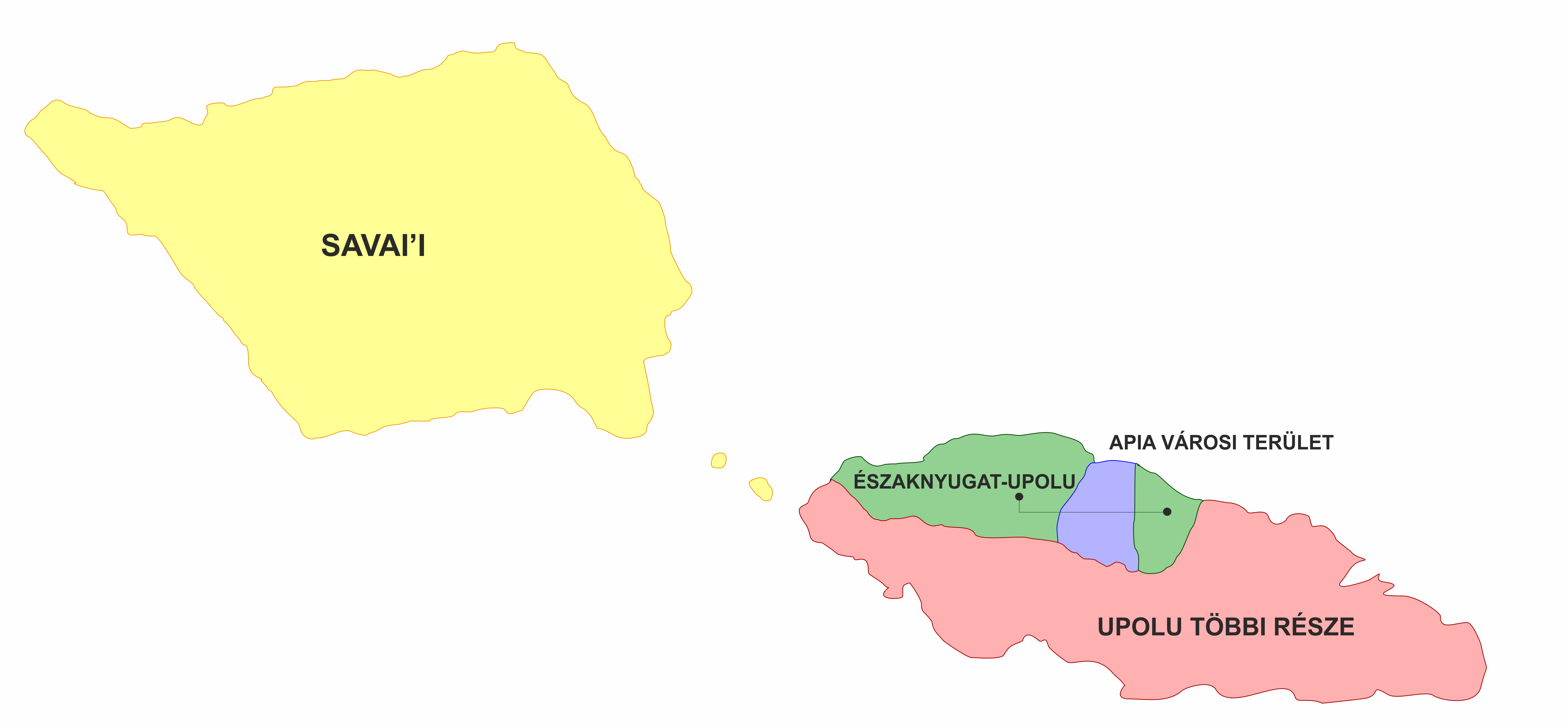
Szamoa régiói

Szamoát négy nagyobb régióra osztják, ezeknek Magyarországhoz hasonlóan csak kisebb szerepük van az államigazgatásban.